# العلاقات الأفغانية البيلاروسية
العلاقات الأفغانية البيلاروسية هي العلاقات الثنائية التي تجمع بين أفغانستان وروسيا البيضاء.

## مقارنة بين البلدين
هذه مقارنة عامة ومرجعية للدولتين:
| وجه المقارنة                                              | أفغانستان                    | روسيا البيضاء                    |
| --------------------------------------------------------- | ---------------------------- | -------------------------------- |
| المساحة (كم2)                                             | 652.23 ألف                   | 207.60 ألف                       |
| عدد السكان (نسمة)                                         | 34.94 مليون                  | 9.50 مليون                       |
| الكثافة السكانية (ن./كم²)                                 | 53.57                        | 45.76                            |
| العاصمة                                                   | كابل                         | مينسك                            |
| اللغة الرسمية                                             | اللغة البشتوية، اللغة الدرية | اللغة البيلاروسية، اللغة الروسية |
| العملة                                                    | أفغاني                       | روبل بلاروسي                     |
| الناتج المحلي الإجمالي (بليون دولار)                      | 20.82 مليار                  | 54.44 مليار                      |
| الناتج المحلي الإجمالي (تعادل القوة الشرائية) بليون دولار | 62.62 مليار                  | 168.35 مليار                     |
| الناتج المحلي الإجمالي الاسمي للفرد دولار أمريكي          | 594                          | 5.74 ألف                         |
| الناتج المحلي الإجمالي للفرد دولار أمريكي                 | 1.93 ألف                     | 18.18 ألف                        |
| مؤشر التنمية البشرية                                      | 0.479                        | 0.798                            |
| رمز المكالمات الدولي                                      | +93                          | +375                             |
| رمز الإنترنت                                              | .af                          | .by، .бел                        |
| المنطقة الزمنية                                           | ت ع م+04:30                  | ت ع م+03:00                      |

## منظمات دولية مشتركة
يشترك البلدان في عضوية مجموعة من المنظمات الدولية، منها:
| علم المنظمة | اسم المنظمة                               | تاريخ انضمام أفغانستان | تاريخ انضمام روسيا البيضاء |
| ----------- | ----------------------------------------- | ---------------------- | -------------------------- |
|             | مؤسسة التمويل الدولية                     | 23 سبتمبر 1957         | 2 نوفمبر 1992              |
|             | منظمة حظر الأسلحة الكيميائية              | ?                      | ?                          |
|             | الأمم المتحدة                             | 19 نوفمبر 1946         | 24 أكتوبر 1945             |
|             | الاتحاد الدولي للاتصالات                  | 12 أبريل 1928          | 7 مايو 1947                |
|             | منظمة الشرطة الجنائية الدولية             | ?                      | ?                          |
|             | البنك الدولي للإنشاء والتعمير             | 14 يوليو 1995          | 10 يوليو 1992              |
|             | الاتحاد البريدي العالمي                   | ?                      | ?                          |
|             | المركز الدولي لتسوية المنازعات الاستشارية | 25 يوليو 1968          | 9 أغسطس 1992               |
|             | وكالة ضمان الاستثمار متعدد الأطراف        | 16 يونيو 2003          | 3 ديسمبر 1992              |
|             | يونسكو                                    | 4 مايو 1948            | 12 مايو 1954               |

## وصلات خارجية
- موقع وزارة الخارجية الأفغانية
- موقع وزارة الخارجية البيلاروسية